# Église de la garnison russe d'Hämeenlinna
L'ancienne église de la garnison russe d'Hämeenlinna (en finnois : Hämeenlinnan venäläinen varuskuntakirkko) ou Église de Saint Nicolas et de Saint Alexandre Nevsky (en finnois : Pyhien Nikolaoksen ja Aleksanteri Nevskin kirkko) est une ancienne église orthodoxe construite dans le quartier d'Hämeensaari à Hämeenlinna en Finlande,
.

## Présentation
L'église est construite sur la place Pikkutori au début de la route Turuntie.
Sa première pierre est posée en 1898.
Les fonds pour la construction de l'église provenaient du fonds réservé à la construction de bâtiments militaires d'État russes. 
La population ouvrière russe a été largement utilisée dans la construction de l'église
Pour la population l'église s'appelait l'église russe. 
L'église est considérée avec hostilité par les habitants dès le début, et surtout après que le tsar Nicolas II eut publié le Manifeste de février 1899 juste avant l'achèvement de l'église.
Après le départ des soldats russes en 1918, en raison des années de russification de la Finlande, ses tours sont démolies et l'intérieur transformé le 2 mai 1923.
Les cloches de l'église sont offertes aux congrégations qui en ont besoin, par exemple a l'église de Sund et l'église de Sammaljoki à Tyrvää et a l'église d'Halkivaha à Urjala.
Le grand retable de l'église devient la propriété du Museovirasto.
En 1924, l'église est transformée en bibliothèque.
L'architecte Bertel Strömmer a conçu sa conversion en bibliothèque et le bâtiment a dû être presque démoli jusqu'à ses fondations. 
L'ancienne église orthodoxe de la garnison servira de bibliothèque principale d'Hämeenlinna de 1924 à 1983. 
Depuis, le bâtiment a aussi abrité les archives provinciales.
Depuis l'achèvement de la nouvelle bibliothèque municipale, le bâtiment a abrité un large éventail d'activités, a été utilisé par l'institut d'entrepreneuriat de Finlande et l'Université de Tampere, et est depuis peu la maison du partenariat.